# Namibiana occidentalis
Namibiana occidentalis – endemiczny gatunek węża z podrodziny Leptotyphlopinae w rodzinie węży nitkowatych (Leptotyphlopidae).
Gatunek ten osiąga długość od 18 cm do 20 cm. Najdłuższy zmierzony osobnik miał długość 26,4 cm. Jego ciało jest bardzo cienkie w stosunku do długości. Ma kolor od szaro-brązowego do purpurowo-brązowego.
Występuje w Afryce Południowej na skalnych pustyniach i suchych sawannach – na terenie Namibii i skrajnie północno-zachodniej RPA.
W związku z najnowszymi badaniami wąż ten jest klasyfikowany jako Namibiana occidentalis z rodzaju Namibiana należącego do plemienia Leptotyphlopini.